# Allen (Texas)
Allen è una città della contea di Collin nel Texas, negli Stati Uniti. È un sobborgo a nord di Dallas. Al censimento del 2010, la città aveva una popolazione di 84 246 abitanti. Nel 2019, la popolazione di Allen era stimata in 105 623 abitanti. Allen si trova a circa 32,2 km a nord del centro di Dallas e fa parte dell'area metropolitana di Dallas-Fort Worth.

## Geografia fisica
Secondo l'Ufficio del censimento degli Stati Uniti, ha una superficie totale di 26,39 mi² (68,35 km²).

## Storia
L'area di Allen era in precedenza abitata dai Caddo, Comanche e altre tribù di nativi americani. I primi immigrati dagli Stati Uniti e dall'Europa arrivarono all'inizio degli anni 1840. La città fu fondata dalla Houston and Central Texas Railroad e prese questo nome nel 1872 in onore di Ebenezer Allen, un politico statale e promotore ferroviario. La ferrovia consentiva la vendita dei raccolti in tutta la nazione prima che marcissero, provocando un cambiamento rispetto alla precedente agricoltura basata sul bestiame. Il 22 febbraio 1878, una banda guidata da Sam Bass ha commesso ad Allen quella che si dice sia stata la prima rapina ad un treno nel Texas.
Dal 1908 al 1948, Allen era una fermata della Texas Traction Company, una linea tranviaria interurbana da Denison a Dallas. Allen era una piccola città di poche centinaia di residenti quando fu incorporata nel 1953. Da allora, è cresciuta notevolmente grazie alla costruzione della U.S. Route 75, all'Aeroporto Internazionale di Dallas-Fort Worth e allo sviluppo delle vicine Dallas e Plano.

## Società

### Evoluzione demografica
Secondo il censimento del 2010, la popolazione era di 84 246 abitanti.